# پرچم تگزاس

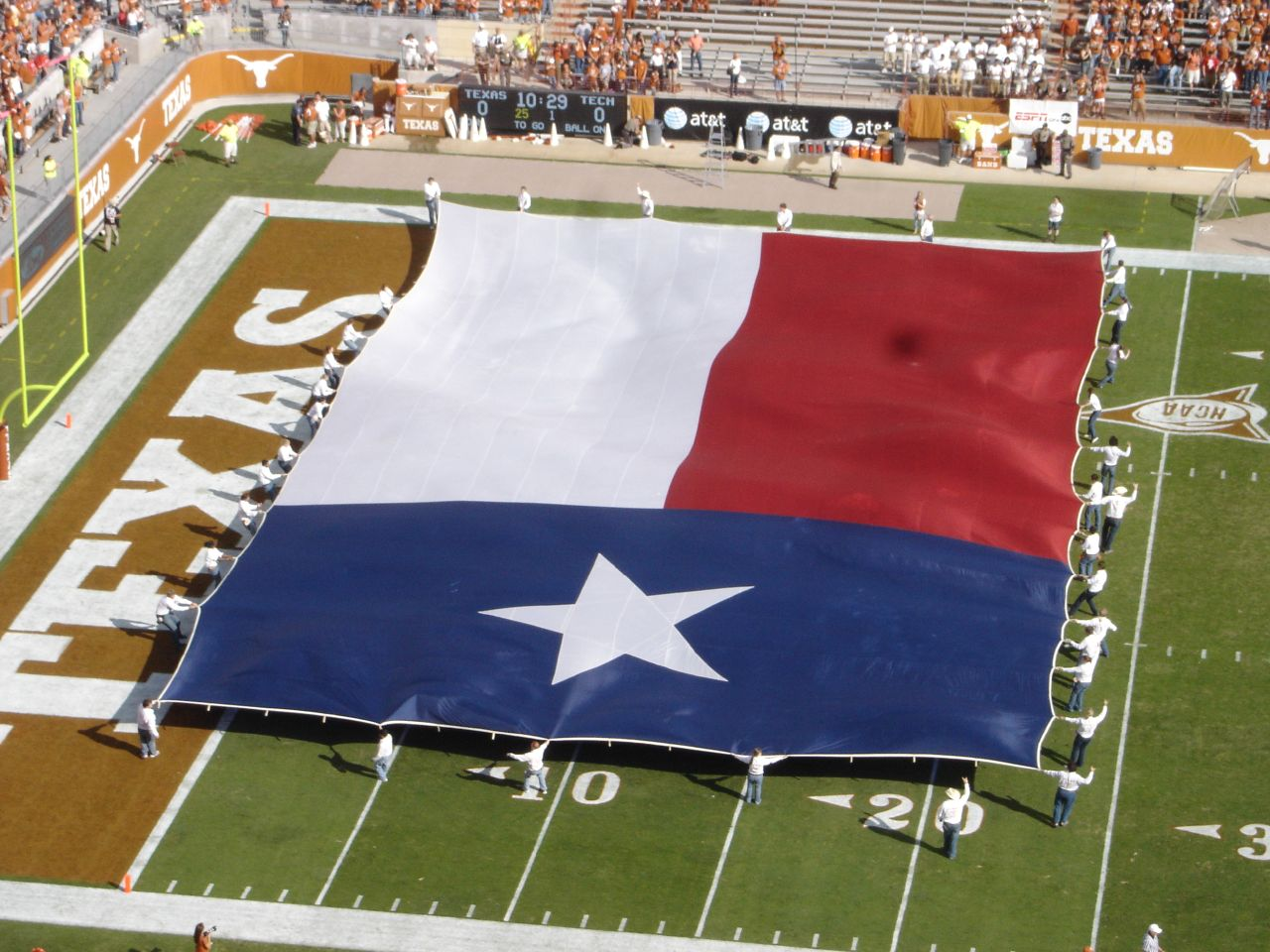
پرچم تگزاس

پرچم تگزاس (به انگلیسی: Flag of Texas) شامل دو نوار افقی سفید و قرمز، و یک نوار عمودی آبی است که ستاره‌ای سفید در وسط آن دیده می‌شود. این ستاره اشاره به لقب ایالت است که «ایالت تک ستاره» می‌باشد.
رنگ آبی به معنای وفاداری، رنگ قرمز پرچم به معنای شجاعت ، و رنگ سفید بیانگر نماد خلوص است.

## طرح و رسمیت
پرچم کنونی تگزاس توسط چارلز استوارت (به انگلیسی: Charles B. Stewart) طراحی گردید، و در ۲۵ ژانویه ۱۸۳۹ به رسمیت در آمد و رسماً افراشته شد.

## نگارخانه

پرچم رسمی جمهوری تگزاس در ۱۸۳۶-۱۸۳۹
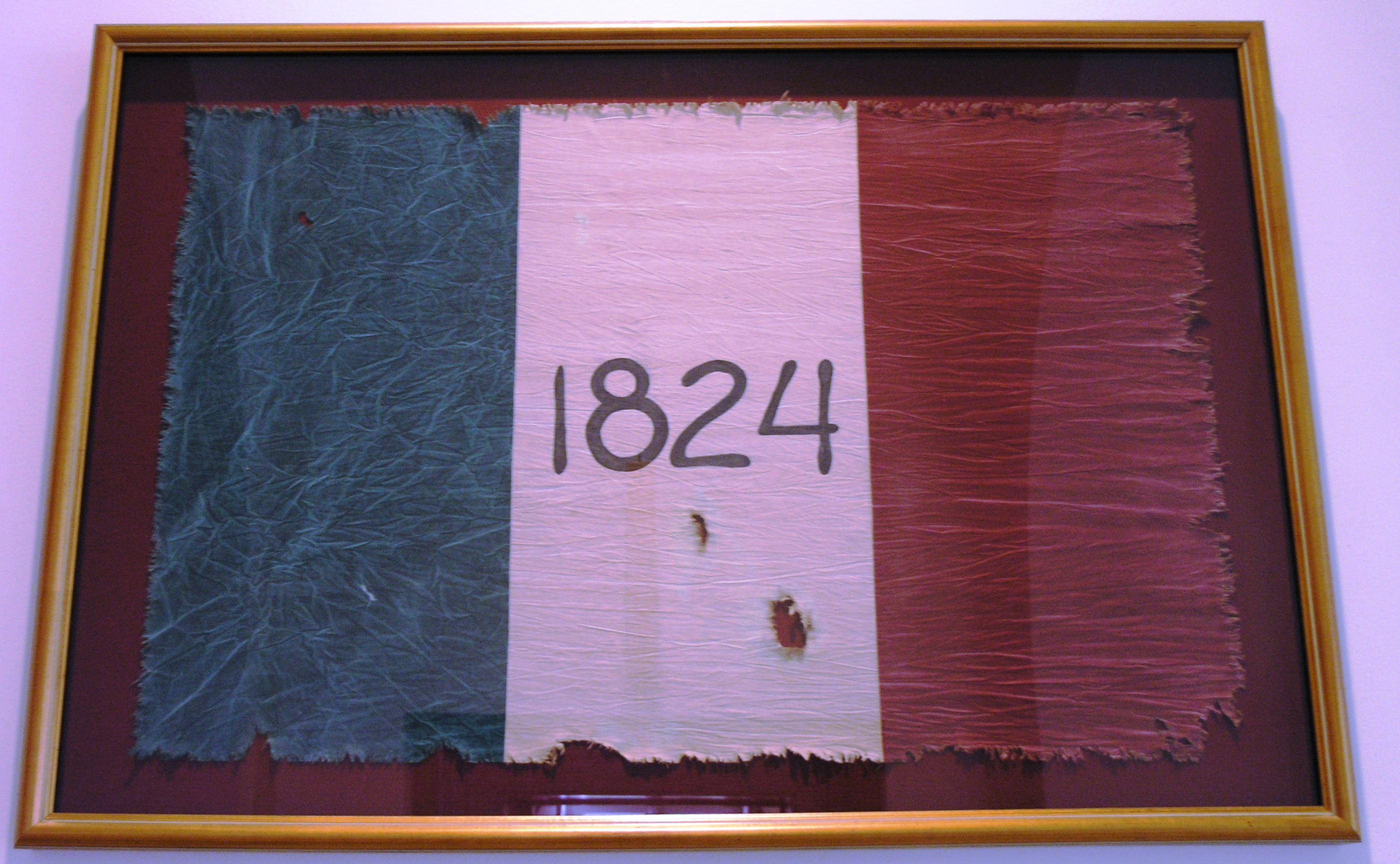
پرچم سال ۱۸۲۴